# Sierra de Lújar
Sierra de Lújar es un macizo montañoso situado en el sur de la provincia española de Granada. Forma parte de los sistemas Béticos en la cordillera Penibética. Limita al norte y al oeste con el río Guadalfeo, al este con la sierra de la Contraviesa
y al sur con el mar Mediterráneo. La cota máxima tiene una altitud de 1878 metros sobre el nivel del mar, que se alcanza en el pico de Los Pelaos.
Se encuentra subdividida entre los términos municipales de Lújar (de ahí su nombre), Gualchos, Rubite, Torvizcón, Órgiva, Vélez de Benaudalla y Motril.

## Flora
Debido a su rango altitudinal, variabilidad pluviométrica, orientación y exposición a las brisas húmedas procedentes del mar Mediterráneo, se pueden encontrar representados en esta sierra los pisos termomediterráneo, el mesomediterráneo, y el supramediterráneo. Y se pueden identificar ombroclimas que van del semiárido al subhúmedo.
Entre las especies arbóreas se pueden destacar la encina (Quercus rotundifolia), el pino carrasco (Pinus halepensis), el algarrobo, como las más abundantes. El encinar es el bosque potencial en esta sierra y en la actualidad se está regenerando. Se pueden observar que muchas son rebrotes de antiguas encinas que fueron taladas para su aprovechamiento. El pinar de pino carrasco domina gran parte de la cara norte en su parte baja formando espesos bosques fomentado por repoblaciones y por la fácil germinación de sus semillas tras los incendios. Cabe destacar también la presencia del quejigo (Quercus faginea), del madroño (Arbutus unedo) y el durillo (Viburnum tinus). Algunas especies herbáceas son el tulipán, el cólchico, la malva de Las Alpujarras y varios tipos de orquídeas.
En las partes más húmedas y resguardadas de la exposición solar directa, y en las zonas altas sin llegar a coronar la sierra, existen pinares de pino silvestre (Pinus sylvestris), fruto también de repoblaciones. En algunos puntos existen valiosas superficies de alcornocal, como los del Haza del Lino en Polopos y el de Lújar en la localidad homónima. Este último fue gravemente afectado por el incendio de 2015, y ahora está en vías de regeneración. En algunos puntos, como en el barranco de los Castillejos, se encuentra un encinar mezclado con arces y espinos majuelos. La presencia de los arces se da en algunos puntos diferentes de la sierra, e indican la variedad de la vegetación potencial de esta sierra.

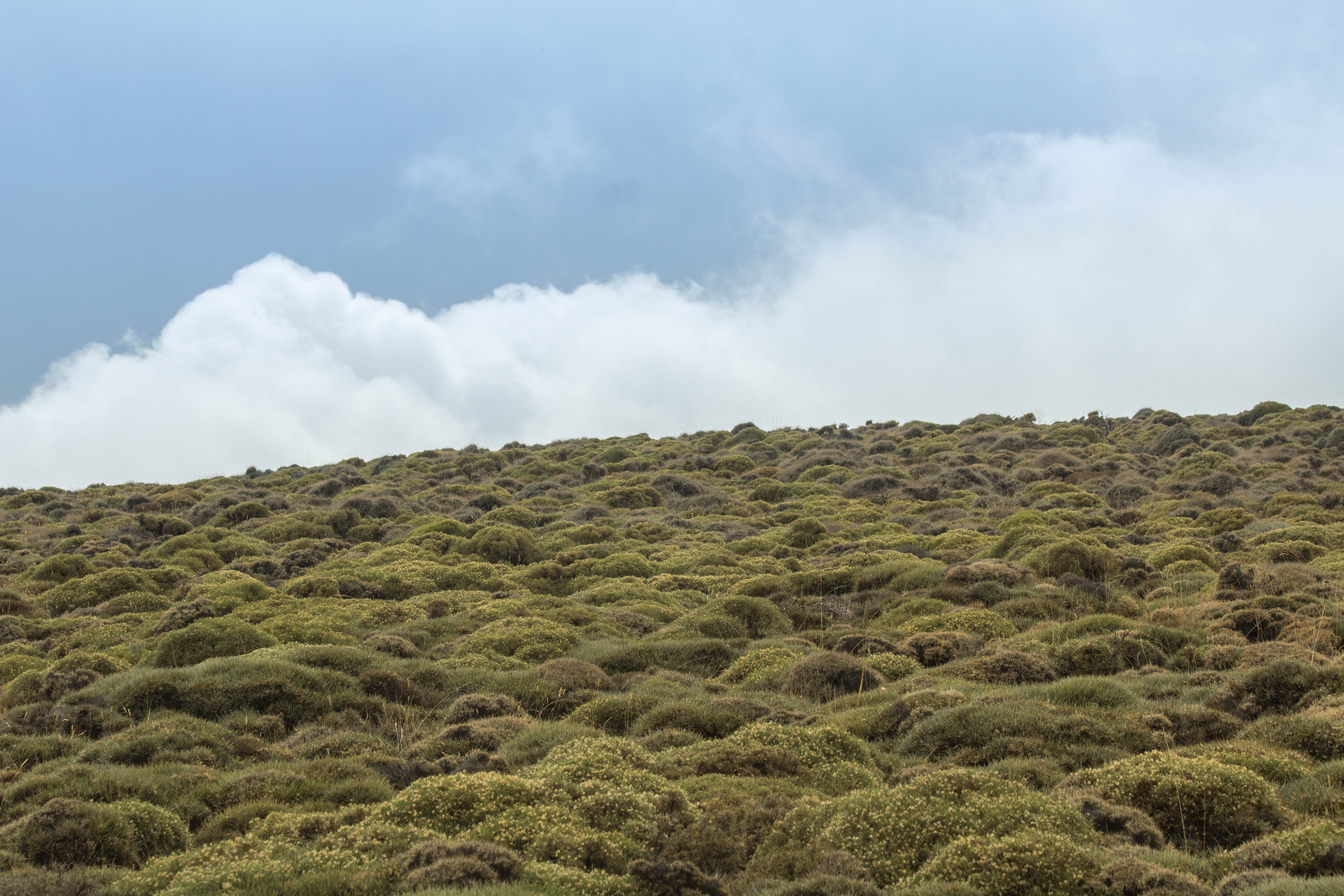
Paisaje de piornal de la cumbre de Los Pelaos en Sierra de Lújar

En cotas de mayor altitud, a partir de los 1600 metros se dan formaciones arbustivas de interés como el piornal, formado por matorrales almohadillados de forma semiesférica y aplastados contra el suelo, adaptados a las duras condiciones ambientales que imponen los fuertes vientos, las frecuentes nevadas invernales y la sequía del verano. Predominan especies como Echinospartum boissieri, Bupleurum spinosum, Vella spinosa, Erinacea anthyllis...
Debido a la presión del hombre, la sierra ha ido perdiendo gran parte de su cobertura vegetal original. La necesidad de combustible y de vigas para la actividad minera, que se ha desarrollado en la sierra desde los tiempos del antiguo Imperio romano y especialmente durante el siglo XIX, fue satisfecha con los recursos naturales forestales de la sierra. Actualmente, el mayor riesgo que amenaza la conservación de la flora y la fauna existente son los incendios.

## Fauna
A pesar de la fuerte presión humana que queda manifiesta en las explotaciones mineras del siglo XIX y XX y los numerosos incendios que se han producido en esta sierra, existen especies faunísticas de interés. Puede destacarse la presencia de una importante población de cabra montés y jabalí, así como algunos carnívoros como la garduña, la gineta, la comadreja, el tejón, el zorro y el gato montés. Especies menos abundantes son el conejo y la liebre, aunque pueden encontrarse en zonas de matorral y pastizal de las zonas bajas (como las cercanías de Rubite) en el caso del conejo. También son frecuentes las ardillas en las zonas de pinar y roedores como el topillo mediterráneo, el ratón de campo y el lirón careto. Entre los insectívoros destaca la presencia de los erizos común y moruno y las musarañas. Se da también la presencia de algunos murciélagos como el Grande de Herradura, el murciélago Orejudo y el Pequeño de Herradura.

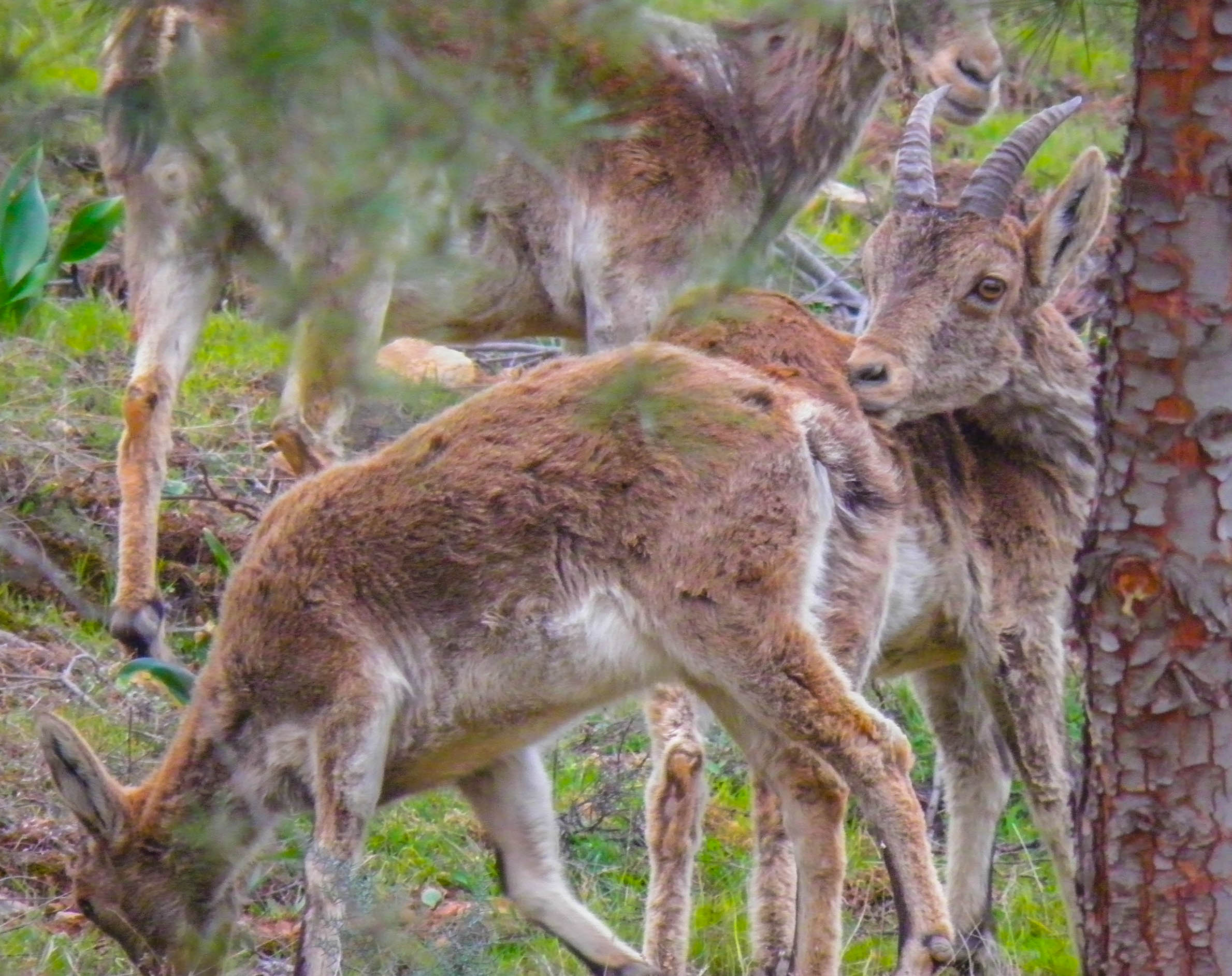
Cabra montés en la falda norte de la sierra

De entre las aves destaca una importante variabilidad, encontrándose algunas rapaces nidificando en esta sierra: azor, gavilán, águila real, águila perdicera, halcón peregrino y cernícalo. Entre las nocturnas se cuentan el búho chico, el búho real, el mochuelo y el autillo. En los roquedos se encuentran aves como la collalba negra, el colirrojo tizón y el acentor alpino, mientras que en zonas boscosas y matorrales están presentes el zorzal charlo, el petirrojo, el mirlo común, el chochín, las currucas rabilarga, capirotada, carrasqueña y cabecinegra, y el mosquitero papialbo. También destacan la golondina dáurica, al avión roquero y el vencejo real, así como algunos córvidos como el arrendajo, la chova piquirroja y la urraca. De entre los columbiformes encontramos la paloma torcaz, la bravía y la tórtola europea. También es frecuente el pito real en diferentes hábitats arbolados, así como la perdiz roja, que sufre una fuerte presión cinegética.
Existe un largo listado de especies del orden de los passeriformes: pinzón vulgar, verdecillo, verderón, pardillo, jilguero, carbonero común, carbonero garrapinos, herrerillo común y capuchino, mito, reyezuelo listado, agateador, piquituerto, cogujada común, cogujada montesina, alondra, totovía, escribano montesino y soteño, bisbita campestre, lavandera blanca y cascadeña, alcaudón común y real, tarabilla, mosquitero común, abubilla, cuco, chotacabras pardo, abejaruco, collalba gris y rubia, ruiseñor común y bastardo, papamoscas gris... son especies relativamente frecuentes. De carácter invernante encontramos el acentor común y alpino, el zorzal común y el alirrojo en inviernos especialmente duros, el aguilucho pálido, el lúgano, y la bisbita común y campestre. Eventualmente pueden verse buitres en los Tajos de los Vados y excepcionalmente grandes grupos, aunque no hay colonias nidificantes en este lugar.
Entre los reptiles y los anfibios hay que destacar la víbora hocicuda, la culebra de collar y de escalera, las lagartijas colilarga y colirroja, y el lagarto bético, así como los sapos corredor, común y el sapillo pintojo.

## Incendios
Sierra de Lújar ha sufrido numerosos incendios. El más extenso del que se tenga constancia se inició el 18 de julio de 1978. El último gran incendio se inició el 8 de julio de 2015, en el que 624 personas tuvieron que ser desalojadas de sus casas. El incendio arrasó 2000 hectáreas de superficie, afectando al 80 % del término municipal de Lújar, y haciendo desaparecer el alcornocal de Lújar, de un alto valor ecológico.

## Parque natural
Cada vez con más repercusión social en las comarcas que incluye se está promoviendo la declaración de esta sierra, junto a su vecina la sierra de la Contraviesa como parque natural, para garantizar la protección y conservación de especies que la habitan.
El 29 de mayo de 2017, la Junta de Andalucía se opone a iniciar el proceso de declaración de parque natural debido a la falta de consenso en los municipios limítrofes.